# Diocesi di Legis di Volumnio
La diocesi di Legis di Volumnio (in latino: Dioecesis Legis Volumnensis) è una sede soppressa e sede titolare della Chiesa cattolica.

## Storia
Legis di Volumnio, nell'odierna Algeria, è un'antica sede episcopale della provincia romana di Numidia.
Unico vescovo conosciuto di questa sede africana è Vittore, che prese parte al concilio di Arles del 1º agosto 314; il suo nome si trova tra le sottoscrizioni della lettera sinodale a papa Silvestro I e nella lista delle presenze annessa ai canoni conciliari.
Dal 1933 Legis di Volumnio è annoverata tra le sedi vescovili titolari della Chiesa cattolica; dal 27 febbraio 2004 il vescovo titolare è Juan Tomás Oliver Climent, O.F.M., vicario apostolico emerito di Requena.

## Cronotassi

### Vescovi residenti
- Vittore † (menzionato nel 314)

### Vescovi titolari
- Francis Paul McHugh, S.F.M. † (4 agosto 1967 - 6 maggio 2003 deceduto)
- Juan Tomás Oliver Climent, O.F.M., dal 27 febbraio 2004